# 82 (число)
Вижте пояснителната страница за други значения на 82.
82 (осемдесет и две) е естествено, цяло число, следващо 81 и предхождащо 83.
Осемдесет и две с арабски цифри се записва „82“, а с римски цифри – „LXXXII“. Числото 82 е съставено от две цифри от позиционните бройни системи – 8 (осем) и 2 (две).

## Общи сведения
- 82 е четно число.
- 82 е атомният номер на елемента олово.
- 82-рият ден от годината е 23 март.
- 82 е година от Новата ера.